# Cro-Mags
Cro-Mags est un groupe de punk hardcore et crossover thrash américain, originaire de New York.

## Biographie
Cro-Mags est l'un des premiers groupes à mélanger heavy metal et punk hardcore. Ce style apparaît avec l'album The Age of Quarrel, et influence nombre de groupes du même style (Biohazard, Vision of Disorder, etc.). Bien que la composition du groupe ait changé à de multiples reprises, qui est probablement l'une des raisons principale des problèmes du groupe[réf. nécessaire], il continue à enregistrer et à voyager.
Le bassiste new-yorkais Harley Flanagan avait déjà fondé son premier groupe punk à l’âge de dix ans pendant un voyage en Europe. Avant son retour à New York, Flanagan a été batteur dans un groupe local de Washington, The Stimulators aux côtés de Bad Brains. Le début des années 1980 voit les véritables débuts de Cro-Mags, avec une formation très différente. Au milieu de la décennie 1980, la formation la plus connue du groupe était en place : Flanagan à la basse, John Joseph l'ancien roadie de Bad Brains au chant, Parris Mayhew et Doug Holland à la guitare, et Mackie Jayson à la batterie. Le quintet enregistre une démo de treize chansons qui a fait parler d'elle dans l'underground, puis officiellement en 2000, sous le nom de Before the Quarrel.
Les Cro-Mags signent alors avec le label Profile's Rock Hotel (avec comme second guitariste Doug Holland). Les membres du groupe deviennent étroitement liés à la foi de Krishna. En 1986, les Cro-Mags sortent l'album The Age of Quarrel. Avec des groupes tels que Slayer et Metallica devenant de plus en plus populaires, le courant musical des Cro-Mags devenait omniprésent, des tournées dans tout le pays avec des groupes tels que Motörhead ou Megadeth augmentant leur popularité. Malgré tout, au lieu continuer sur leur lancée, ce n'est qu'en 1989 qu’ils sortent l’album Best Wishes. Il fait participer Flanagan au chant, John Joseph ayant quitté le groupe en raison de problèmes avec leur label. Autour des années 1990, le groupe reprend du service, Flanagan et Joseph ayant des obligations envers le label Century Media, et sort les albums Alpha Omega (1992) et Near Death Experience (1993). Le groupe se sépare après la sortie d'un double album live Hard Times in an Age of Quarrel.
Par la suite, chacun de leur côté, ils enregistrent et font de nombreuses tournées, incluant une brève rencontre entre Flanagan et Mayhew en 2000 sur Revenge. Flanagan est par la suite revenu sur scène avec un nouveau groupe, Harley's War (avec l'ex guitariste de Suicidal Tendencies, Rocky George), en reprenant le nom de Cro-Mags à leurs débuts en 2003. Quant à John Joseph, il est de retour sous le nom de F.V.K. (Fearless Vampire Killers), jouant principalement du matériel de Cro-Mags et de Bad Brains.
En 2008, John Joseph reforme le groupe et réutilise le nom de Cro-Mags. En 2009, le groupe tourne en Europe, avec Craig Setari du groupe Sick of It All à la basse. En octobre 2010, Joseph annonce un album des Cro-Mags pour 2011, qui ne sera toujours pas publié en 2017.
Le 6 juillet 2012, Harley Flanagan est appréhendé supposément pour avoir poignardé deux hommes en coulisse au Webster Hall de New York avant que le groupe ne joue sur scène. Flanagan est sorti par la sécurité avec la jambe brisée. Les victimes seront mis hors de danger et leurs vies ne seront pas menacées malgré les blessures,. Flanagan expliquera avoir été agressé et s'être défendu à coup de couteau. Il sera relâché, faute de preuves.

## Membres

### Membres actuels

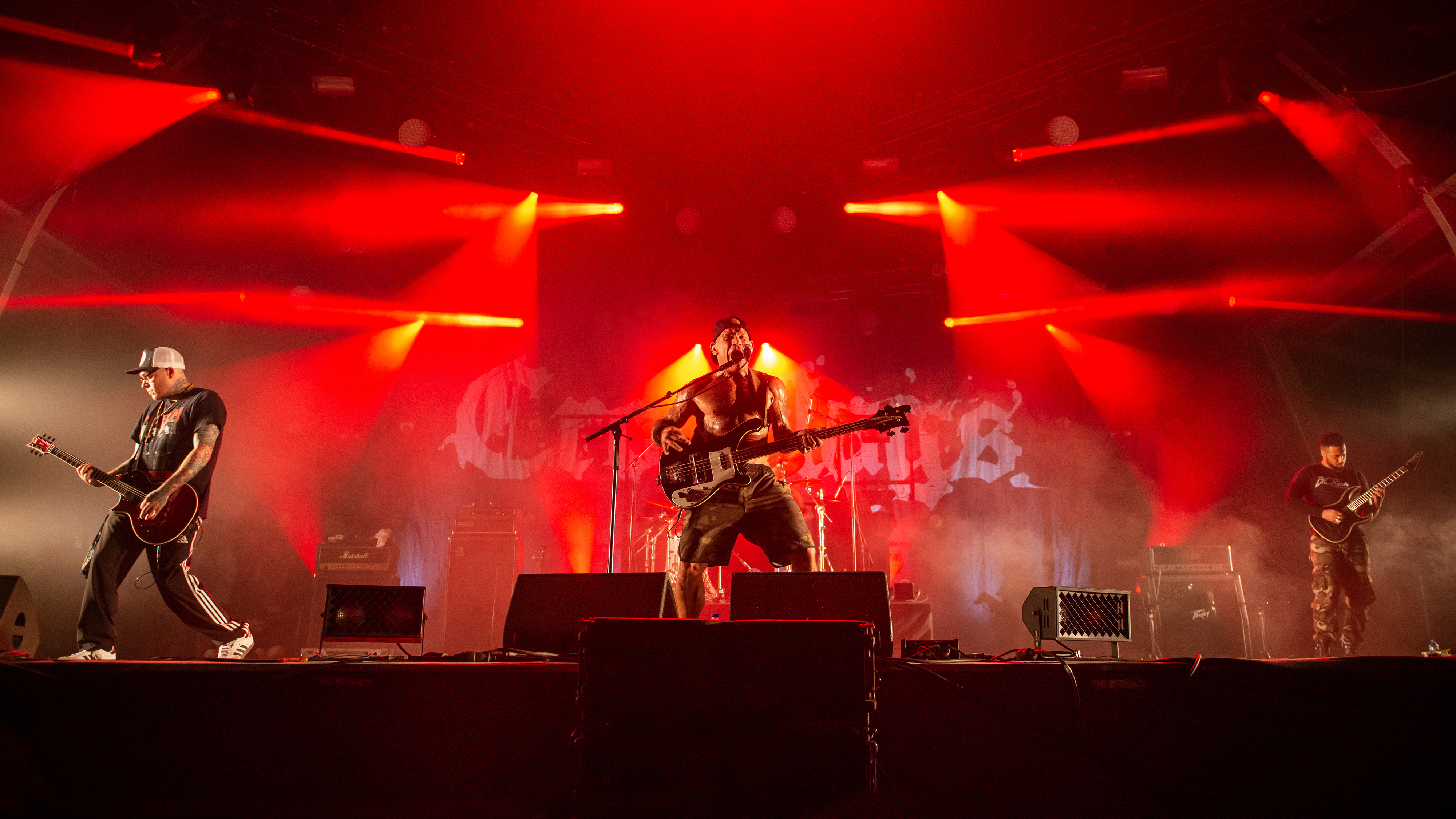
Cro-Mags au Hellfest 2022.

- Harley Flanagan - chant, basse
- John Joseph « Bloodclot » McGeown - chant
- Rocky George - guitare
- Gary Sullivan - batterie

### Anciens membres
- Eric J. Casanova - chant
- Dave Hahn - batterie
- Leo - batterie
- Maxwell Mackie Jayson (Madball, Bad Brains) - batterie
- Dave DiCenso (White Devil) - batterie
- Petey Hines (Murphy's Law) - batterie
- Dave Stein - guitare
- Parris Mitchel Mayhew (White Devil) - guitare
- Doug Holland - guitare
- Gabby Abularach - guitare
- Rob Buckley - guitare
- Scott Roberts (The Spudmonsters, Biohazard, Bloodclot) - guitare
- Harley Flanagan (White Devil, Harley's War, Murphy's Law) - basse

## Discographie

### Albums studio
- 1985 : Before the Quarrel (démo)
- 1986 : The Age of Quarrel
- 1989 : Best Wishes
- 1991 : Alpha Omega
- 1992 : Near Death Experience
- 2000 : Revenge
- 2019 : Don't Give In (Ep)
- 2019 : From The Grave (Ep)
- 2020 : In the Beginning

### Compilations & Live
- 1994 : Hard Times In An Age of Quarrel (Double concert enregistré au Hollywood Palladium, le 31.10.1991 &  Studio One, New Jersey, le 18.02.1994)
- 2006 : Twenty Years of Quarrel and Greatest Hits (Compilation inclus 2 inédits "No Sympathy" & "Pull Me Push Me")